# Apeadeiro de Barreiro-Terra
O Apeadeiro de Barreiro-Terra foi uma gare da Linha do Alentejo e do Ramal do Seixal, situada na cidade do Barreiro, em Portugal.

## História
Esta interface inseria-se no troço entre o Barreiro e Bombel da Linha do Alentejo, que abriu à exploração em 15 de Junho de 1857, pela Companhia Nacional de Caminhos de Ferro ao Sul do Tejo.
Em finais de 1916, já estavam construídas as novas estações do Seixal e Barreiro - Terra, no âmbito do projecto do Ramal de Cacilhas. No entanto, este caminho de ferro só entrou ao serviço em 29 de Julho de 1923, tendo originalmente início no Lavradio.
Em 1935, a Companhia dos Caminhos de Ferro Portugueses construiu um armazém de víveres em Barreiro - Terra.